# Жванец
Жва́нец (укр. Жва́нець) — село в Каменец-Подольском районе Хмельницкой области Украины.

## История
1431 год — первое упоминание местечка Жванец в исторических документах. В XVI веке он становится одним из торговых и стратегических центров Приднестровья. В конце века по приказу каменецкого воеводы Калиновского в Жванце сооружена крепость, имевшая форму пятиугольника.
В 1620 году крепость была разрушена турками и татарами. В следующем году в Жванец вступило 40-тысячное войско Сагайдачного, которое принимало участие в Хотинской войне.

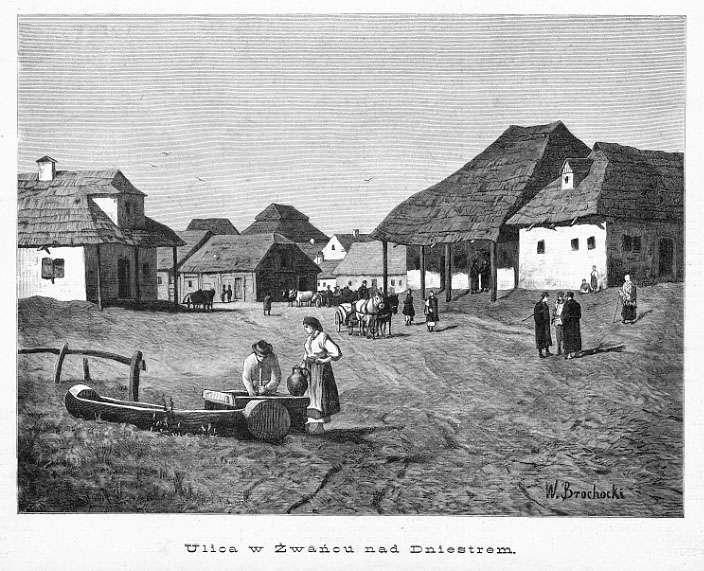
Жванец в конце XIX века

В 1646 году король Владислав IV дал Жванцу магдебургское право.
Осенью 1653 года территория вблизи местечка стала ареной военных действий между войсками Яна Казимира и Богдана Хмельницкого.
В 1664 году на приграничный Жванец напал отряд валахов.
В июле 1672 года турецкие войска приступили к сооружению моста через Днестр у Хотина. Подолье на 27 лет оказалось под владением султана Мехмеда IV. После заключения в 1699 году Карловицкого мира в местечко снова вернулась польская шляхта.
В 1768 году местечко претерпело очередное нападение турок. В следующем году местечко снова стало ареной военных действий. Его захватили войска польских конфедератов, поднявшие восстание против королевского правительства, откуда их выбили российские войска под командованием князя Прозоровского.
В 1845 году царское правительство выкупило Жванец у помещика Комара. Парафиальная школа была открыта в 1869 году. В 1902 году открыто одноклассное народное училище, которое через пять лет реорганизовано в двуклассное.
Согласно изданному в 1865 году «Гeогpaфичeско-стaтистичecкому cлoваpю Рoссийcкой Импepии» в городе из религиозных учреждений имелись: 1 православная церковь; 1 католическая, переделанная из древней армянской церкви, 1 синагога и 5 еврейских молитвенных домов
В начале августа 1914 года австро-венгерские войска захватили местечко, но под натиском российской армии отступили за Збруч.
В феврале 1918 года Жванец был захвачен австро-венгерскими войсками, в конце 1918 года — войсками Директории, в ноябре 1920 года — Красной армией.

## Достопримечательности
- Жванецкий замок — замок построен в XV веке, неоднократно перестраивался в XVI—XVII веках.
- Собор Непорочного Зачатия Пресвятой Девы Марии[укр.](XVII в) — армянский католический храм, который был переделан из храма, принадлежащего армянской апостольской церкви.

## Галерея

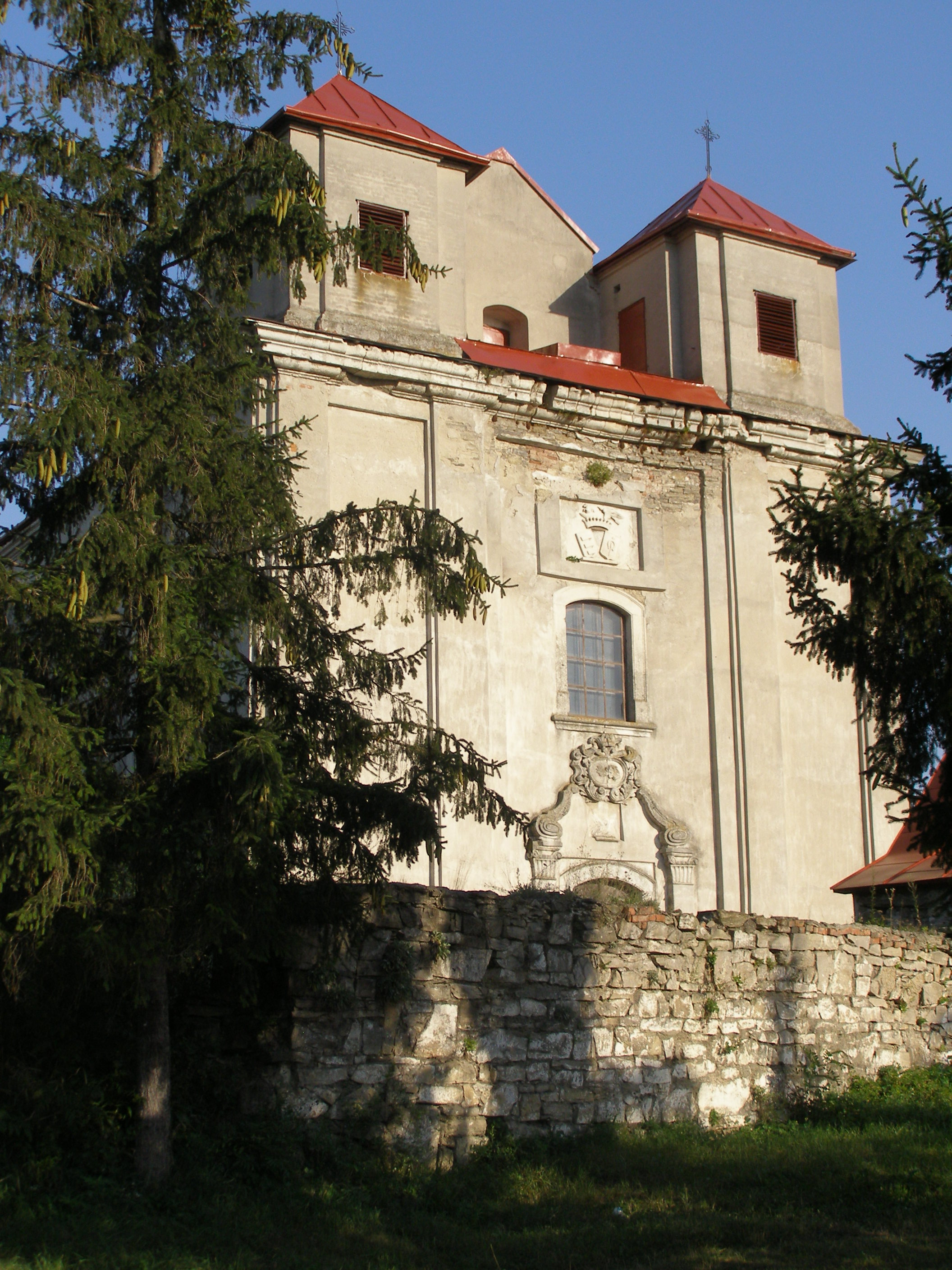
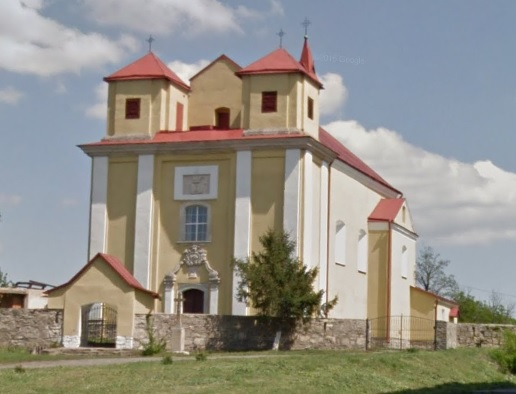
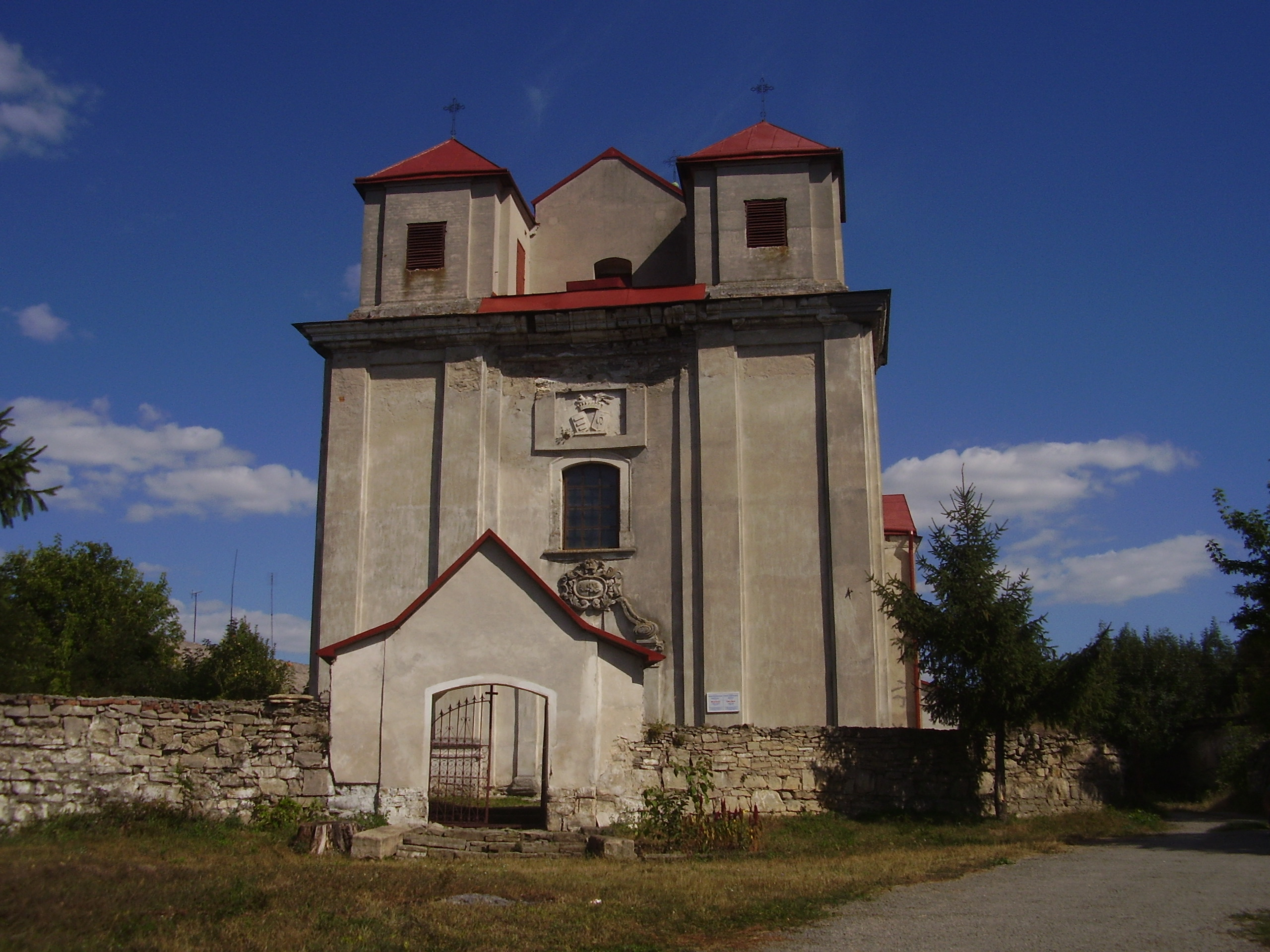
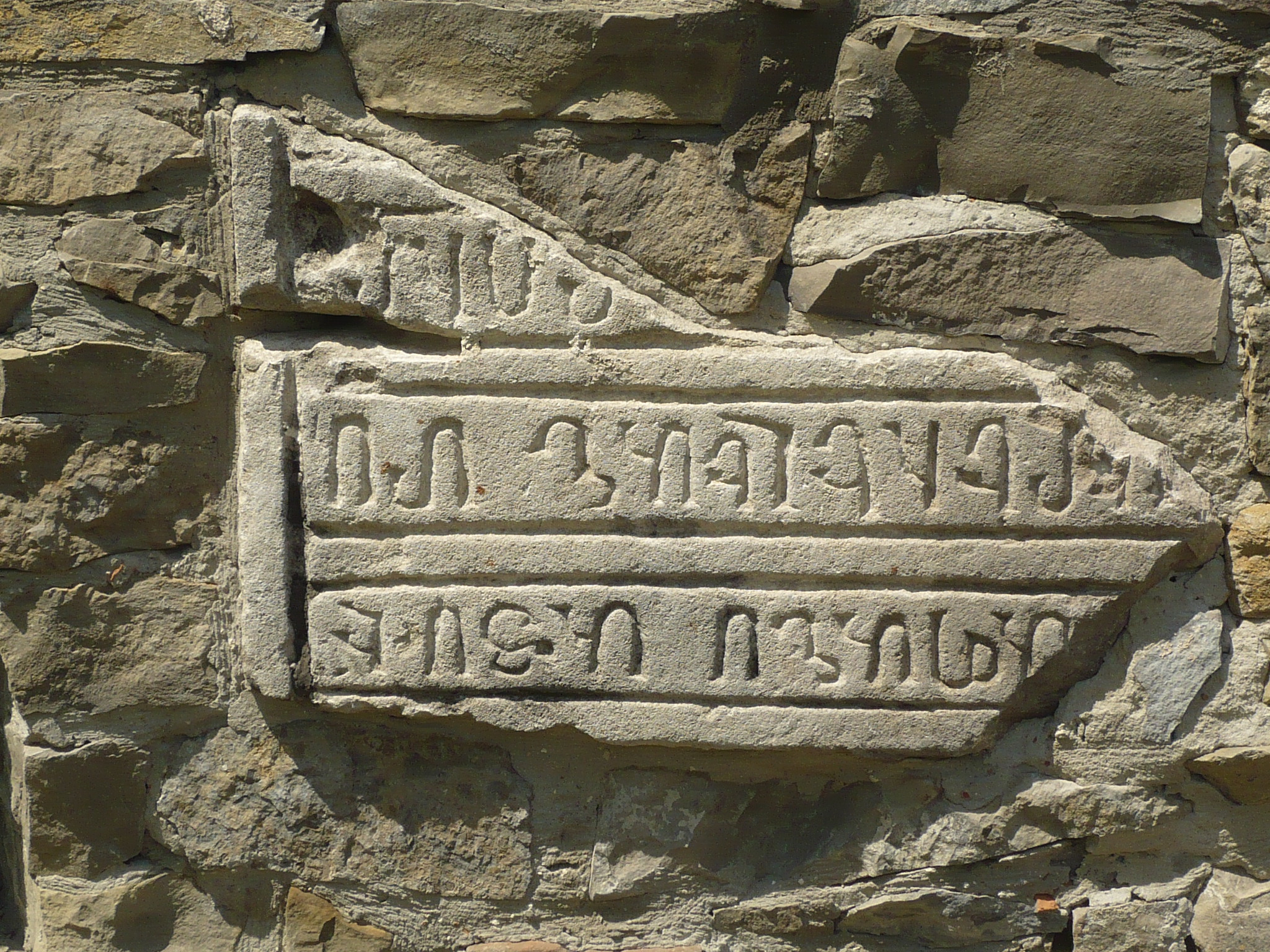
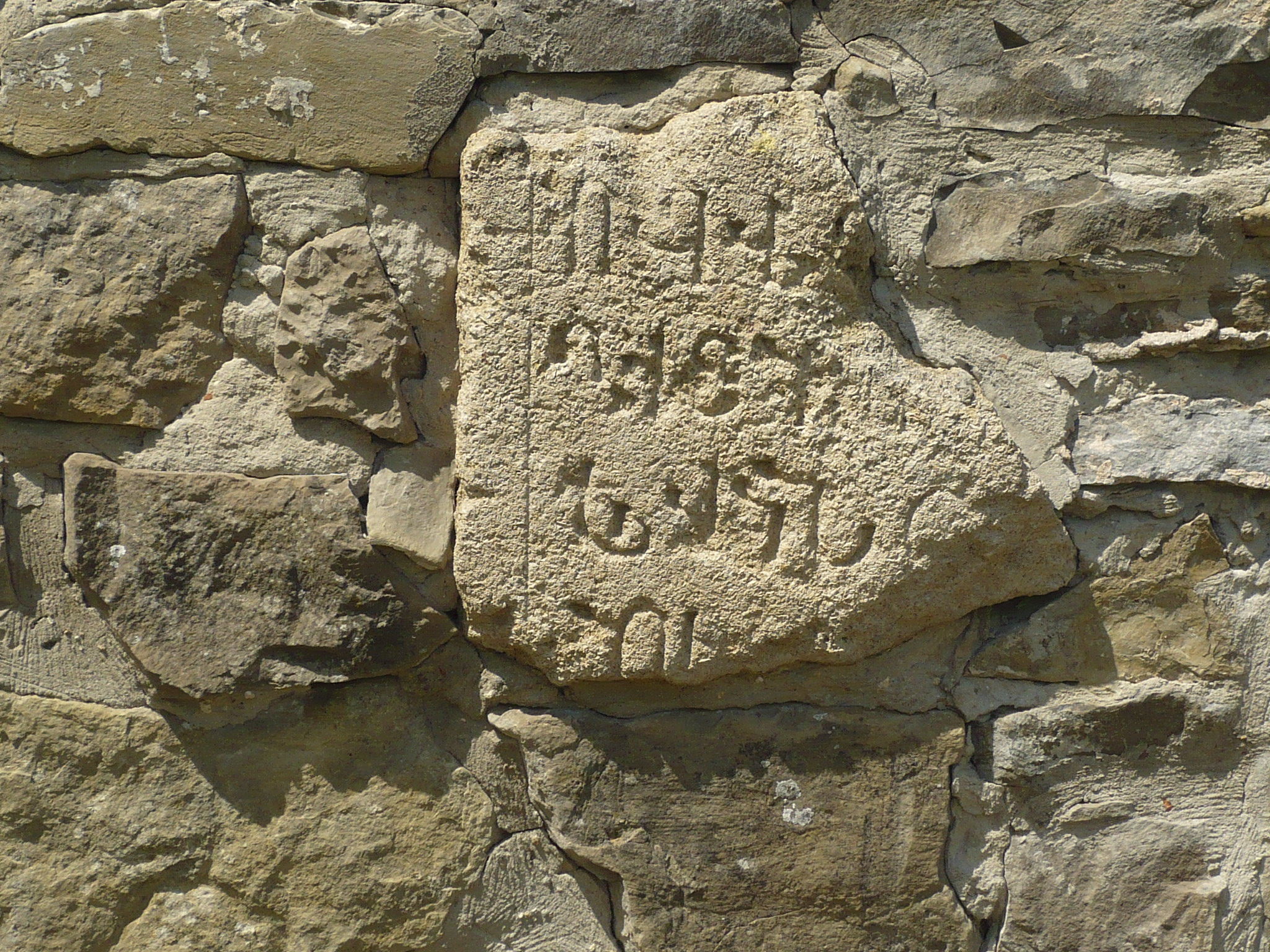
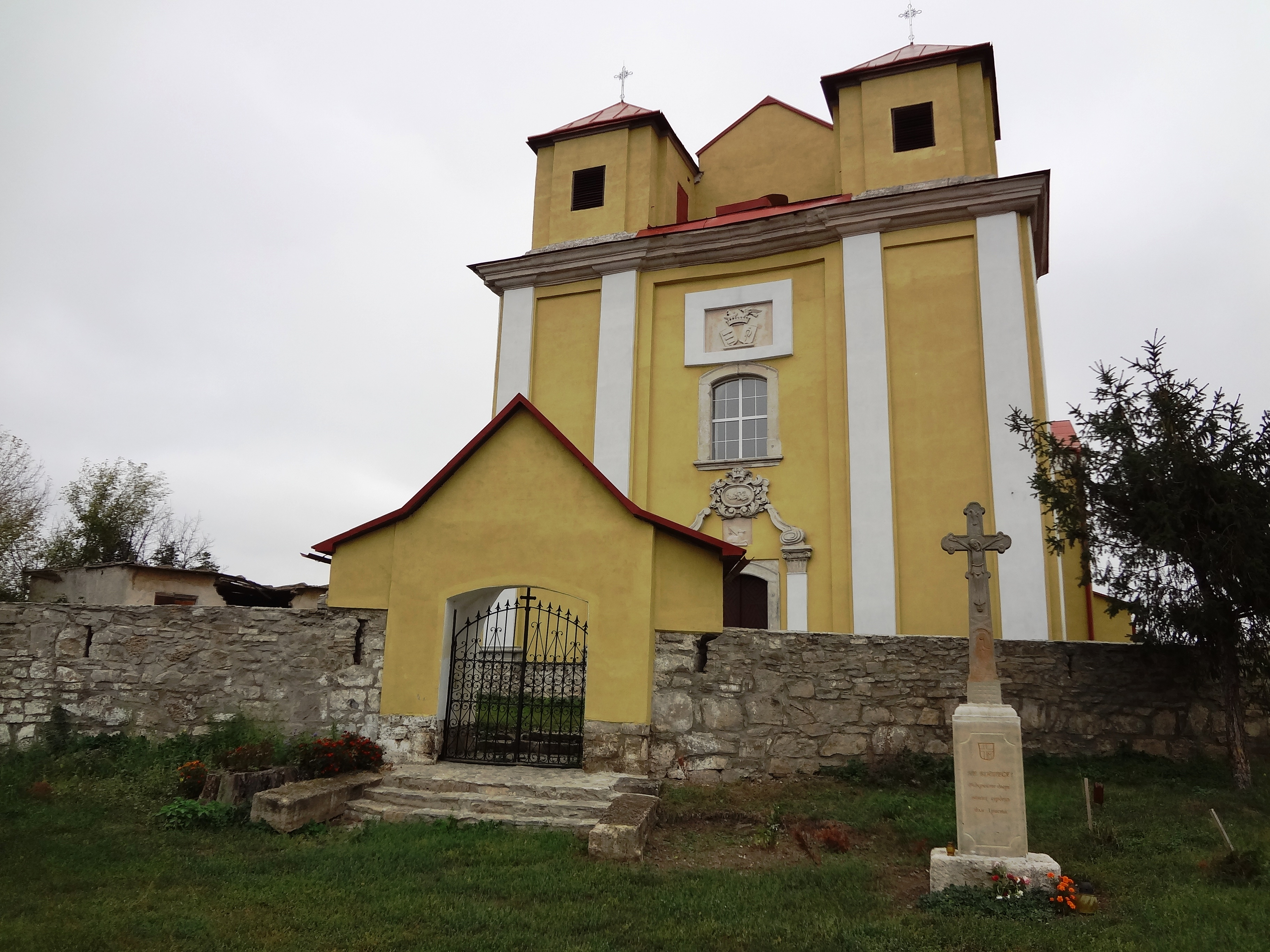

Армянский католический храм во имя Непорочного зачатия Св. Девы Марии